# Državna cesta D52
D52 je državna cesta u Hrvatskoj. Ukupna duljina iznosi 41,1 km.